# ميجيلون

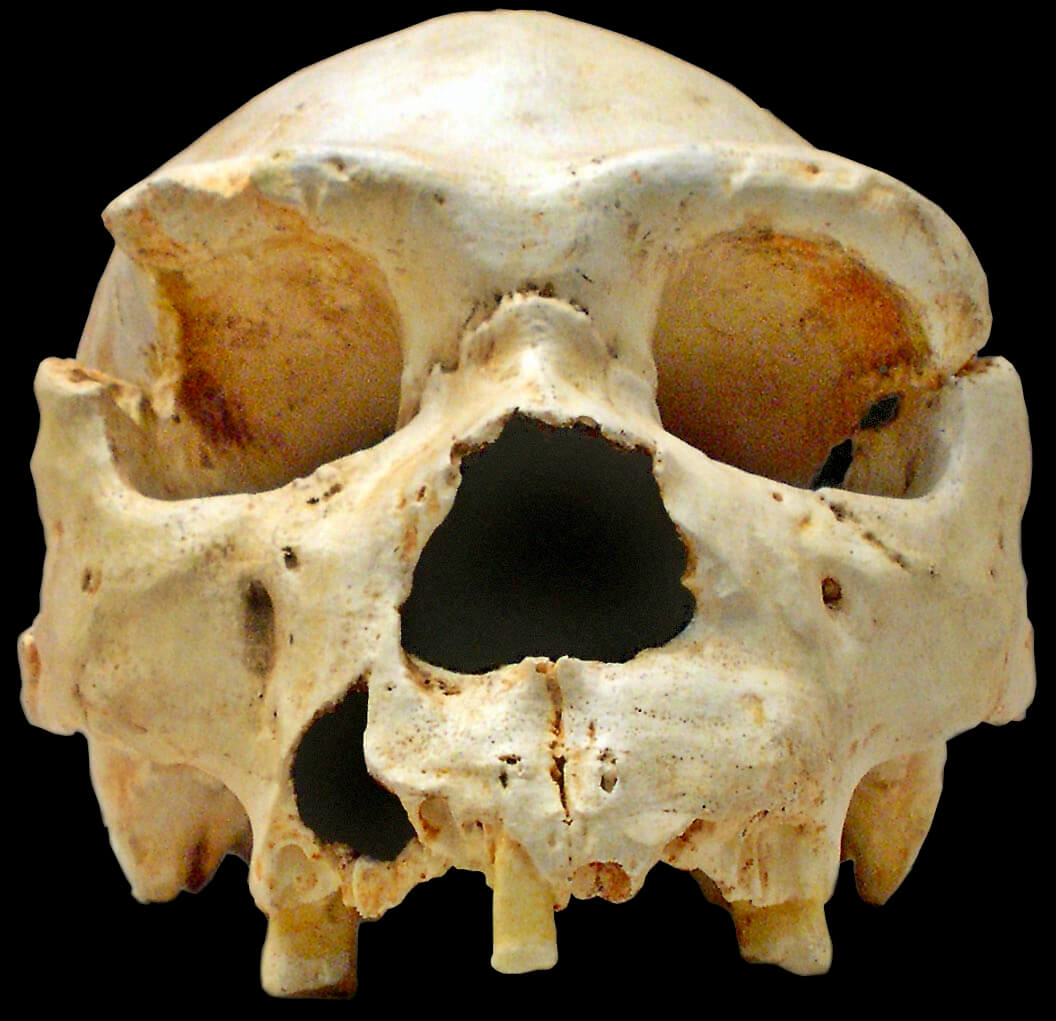

ميجيلون هو الاسم الذي اشتهرت به إحدى الجماجم البشرية، والتي تتبع في تصنيفها إنسان هايدلبيرغ أو النياندرتال. قدُر عمرها بنحو 430,000 سنة. وقد عُثر على ما يزيد عن 5,500 من تلك البقايا العظمية البشرية المنسوبة إلى سكان المنطقة في موقع الأحافير المعروف باسم بـ «سيما دي لوس هويسوس» (حفرة العظام) الواقع داخل كهوف سييرا دي أتابويركا في شمال أسبانيا.
اقترح علماء الحفريات أن السبب في وجود تركيز كبير من العظام في هذه الحفرة بالتحديد هو عادة دفن الموتى من قبل سكان تلك الكهوف. لكن توجد فرضية أخرى منافسة تستند على عدم وجود عظام صغيرة أثناء عملية تجميع الأحافير، ومن هذا المنطلق تزعم تلك الفرضية أن تلك البقايا قد تمت إزاحتها وتجميعها بواسطة عوامل طبيعية.
تشير الأدلة الناتجة عن التحليل الجيني لتلك المستحاثات إلى أن سكان منطقة سيما دي لوس هويسوس هم في الحقيقة أسلاف أناس النياندرتال اللاحقين. وفي ضوء ذلك نتج جدال في المجتمع العلمي حول ما إذا كان يصح أن يصنف هؤلاء ضمن أناس هايدلبيرغ أم أنهم بمثابة أفراد بدائيين تابعين لإنسان النياندرتال.
أما عن صاحب جمجمة ميجيلون، فقد قدر عمره بنحو 30 عامًا، وقد أصيب بـ 13 ارتطام في الجمجمة ومات لاحقًا من الإنتان الذي أصاب أسنانه المكسورة. وعلى صدفة العظمة الجبهية توجد نقرة مكورة على الجانب الأيسر، مما يشير إلى ارتطام رأسي حاد بهراوة أو بعصا حجرية ذات رأس مستديرة كان يلوح بها شخص يستخدم يده اليمنى. وفي فكه العلوي الأيسر توجد أدلة تشير إلى تشوه عظمي خطير، مع وجود أدلة على حدوث عدوى في العظم السنخي. وطبقا لأرسواجا، فإن أحد الأسنان قد كُسرت بسبب صدمة قوية في الرأس مما أسفر عن تكشف الأنسجة الداخلية وحدوث عدوى ظلت تنخر في أنسجة الجسم حتى كادت أن تصل إلى محجر العين. أما سعة الجمجمة فهي حوالي 1100 سم مكعب.
و اللقب الذي اشتهرت به تلك الجمجمة، ميجيلون، فهو يُنسب إلى لاعب الدراجات الهوائية الأسباني المتقاعد، ميجيل إندوريان، والذي فاز بكلٍ من طواف فرنسا وطواف إيطاليا عام 1992، وهي نفس السنة التي تم اكتشاف فيها تلك الجمجمة.